# Горланов, Кин Николаевич
Кин Николаевич Горланов (09.01.1924, Одесса — 06.04.1998, Москва) — наводчик орудия 135-го отдельного истребительно-противотанкового артиллерийского дивизиона 273-й стрелковой дивизии 6-й армии 1-го Украинского фронта, младший сержант — на момент представления к награждению орденом Славы 1-й степени.

## Биография
Родился 9 января 1924 года в городе Одесса в семье служащего. Член КПСС с 1953 года. Перед войной жил в посёлке совхоза имени Ленина Гвардейского района Талды-Курганской области Казахстана. Окончил 10 классов.
В Красной Армии с 1942 года. В боях Великой Отечественной войны с июля 1943 года.
Наводчик орудия 135-го отдельного истребительно-противотанкового артиллерийского дивизиона младший сержант Кин Горланов 27 июля 1944 года при обеспечении форсирования реки Западный Буг в районе населённого пункта Высокое уничтожил два пулемёта, противотанковое орудие и около десяти солдат противника. В последующих боях расчёт вывел из строя два автомобиля, пулемёт и несколько солдат врага. За мужество и отвагу, проявленные в боях, младший сержант Горланов Кин Николаевич 8 августа 1944 года награждён орденом Славы 3-й степени.
11 сентября 1944 года в боях за плацдарм на левом берегу реки Висла у населённого пункта Доротка установил орудие на прямую наводку и подбил три танка, три орудия, рассеял до взвода пехоты. За мужество и отвагу, проявленные в боях, младший сержант Горланов Кин Николаевич 17 ноября 1944 года награждён орденом Славы 2-й степени.
22-24 февраля 1945 года наводчик орудия тех же артиллерийского дивизиона, дивизии Кин Горланов в боях за город Бреслау поддерживал артиллерийским огнём наступавшие стрелковые подразделения. На улицах города подбил танк, уничтожил три пулемёта, два наблюдательные пункта и до двадцати вражеских солдат и офицеров.
Указом Президиума Верховного Совета СССР от 27 июня 1945 года за образцовое выполнение заданий командования в боях с немецко-вражескими захватчиками младший сержант Горланов Кин Николаевич награждён орденом Славы 1-й степени, став полным кавалером ордена Славы.
В 1947 году окончил Харьковское военное авиационное училище связи, в 1959 году — Военно-воздушную инженерную академию имени Н. Е. Жуковского. С 1976 года полковник К. Н. Горланов — в запасе.
Жил в Москве. Работал инженером на заводе «Пластик». Умер 6 апреля 1998 года.
Награждён орденами Отечественной войны 1-й степени, Красной Звезды, Славы 1-й, 2-й и 3-й степени, медалями.
Участник юбилейных Парадов Победы в Москве 1990 и 1995 годов.